# Henniger von Seeberg

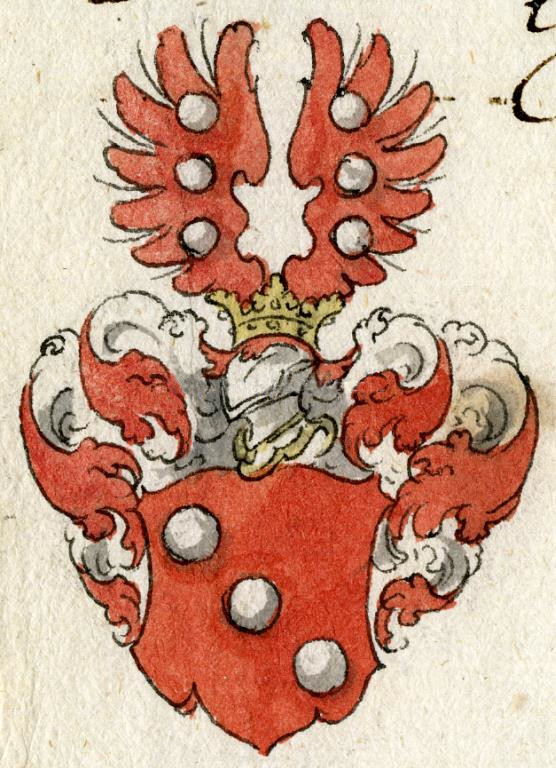
Stammwappen der Schmidl und Henniger von Seeberg (1600)

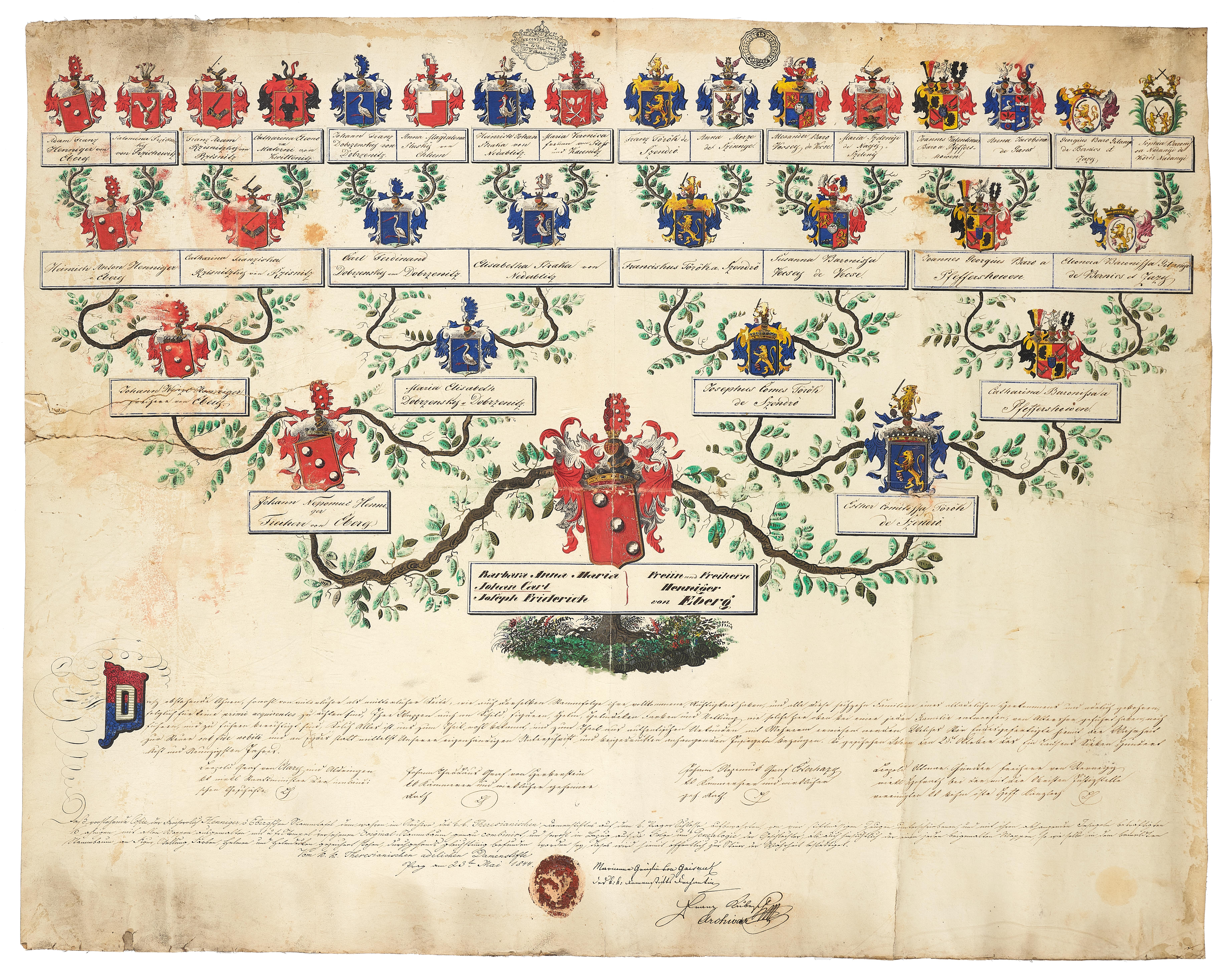
Ahnenprobe der Geschwister Barbara Anna Maria, Johann Carl und Joseph Friedrich Henninger von 1798

Erzherzog Eugen mit Vinzenz Henniger (stehend) 1902 in Karlsbad

Henniger von Seeberg (auch Henniger, Höniger, Honigar; tschechisch Henigar z Zeberku bzw. Ziberku, Eberku) ist der Name eines alten Patriziergeschlechts aus der Freien Reichsstadt Eger, das in den Ritter- und Freiherrenstand erhoben wurde und im Landadel aufging. Die Henniger von Seeberg sind eines Stammes und Wappens mit den Egerer Patriziergeschlecht Schmidl von Seeberg, das 1864 im Mannesstamm erloschen ist. 

## Geschichte
Die Henniger und Schmidl stammten ursprünglich aus dem Hochstift Fulda und gehörten zu den ältesten und angesehensten Patriziergeschlechtern der Freien Reichstadt Eger. 1256 sollen die Hecht zu Pograthu und Honigar Schmidl ze Seebergu in Eger das Franziskanerkloster gestiftet haben. Nach Prökl geht auch das 1268 gegründete Klarissenkloster in Eger auf die Patrizierfamilien Hecht und Seeberg zurück. Als erste fassbare Personen erscheinen Ende des 14. Jahrhunderts Johannes mit seinen drei Söhnen Mathias, Heinrich und Hans Letzterer heiratete 1405 eine verwitwete Schmidl und nahm deren Namen an.
Kaiser Sigismund verlieh am 13. Juni 1423 in Preßburg Matthias Höninger und seinen drei Söhnen Johann, Erhard und Michael eine bürgerliche Wappenbesserung mit Krone. Bezüglich des angenommenen Beinamens von Seeberg bzw. Eberg gibt die ältere Literatur widersprüchliche Auskünfte. Das oft mit den Henniger und Schmidl in Zusammenhang gebrachte böhmische Uradelsgeschlecht der Herren von Seeberg mit Stammsitz auf Burg Seeberg im Egerland und auffallend ähnlichen Wappen: In Rot einen silbernen Schrägbalken, der mit drei grünen Seeblättern belegt ist, war eine andere, zuletzt in Plan ansässige Familie, die vor 1600 erloschen ist. Nach Prökl nannten sich die Henniger von Eberg irrtümlich Seeberg, hatten aber Burg Seeberg niemals im Besitz, die bei der Nobilitierung der Henniger 1423, den Schlick und Junckher gehörte. 1690 wurde Maximilian Henniger Ritter von Seeberg in den Malteserorden aufgenommen, was einen Nachweis von 32 adligen Vorfahren voraussetzte.
Laut Diplom vom 21. Februar 1744 erlangte Johann Wenzel von Seeberg den böhmischen Freiherrenstand.  Sein gleichnamiger Sohn Wenzel Freiherr Henniger von Seeberg († 1800) bekleidete die Ämter des k. k. Kämmerers, Geheimrates und Obersthofmeisters der Äbtissin des Theresianischen Damenstifts, Erzherzogin Maria Anna von Österreich. Der k. k. Kämmerer Johann Nepomuk Karl Freiherr Henniger von Seeberg († 5. September 1850), Herr auf Ertischowitz, wurde am 26. Juli 1816 vom Kaiser in Wien das ungarische Indigenat verliehen. Sein Enkel, der k. k. Kämmerer und Leutnant Johann Nepomuk Freiherr Henniger von Seeberg nahm wegen eines Erbvertrages mit kaiserlicher Einwilligung zusätzlich das Prädikat „genannt Godart“ an. Der k. k. Oberstleutnant, Großkapitular des Deutschen Ritterordens, und Kammervorsteher von Erzherzog Eugen von Österreich, Vinzenz Freiherr Henniger von Seeberg erlangte am 29. August 1874 in Wien vom Kaiser eine Namens- und Wappenvereinigung mit jenem der Grafen von Desfours.

## Besitzungen
- Bohistitz
- Erdischowitz
- Hortschitz
- Mielschiz
- Przichowitz
- Smolotell
- Stienowitz

## Standeserhöhungen
- 13. Juni 1423: bürgerliche Wappenbesserung
- 21. Februar 1744: Freiherrenstand
- 26. Juli 1816: ungarisches Indigenat

## Wappen
- Blasonierung des Stammwappens von 1600: In Rot drei schrägrechts übereinander gestellte silberne Kugeln. Auf dem gekrönten Helm mit rot-silbernen Helmdecken ein offener (auch geschlossener) roter Flug, jeder Flügel mit drei silbernen pfahlweise gestellten Kugeln belegt. Das Wappen von 1601 zeigt die Kugeln auf den Flügeln rechts schränglinks bzw. links schrägrechts gestellt.
- Blasonierung des Freiherrenwappens von 1744: In Rot drei schrägrechts übereinander gestellte silberne Mondsicheln. Auf dem Schild die Freiherrnkrone. Auf dem gekrönten Helm mit rot-silbernen Decken ein roter geschlossener Flug belegt mit drei schrägrechts gestellten silbernen Mondsicheln.

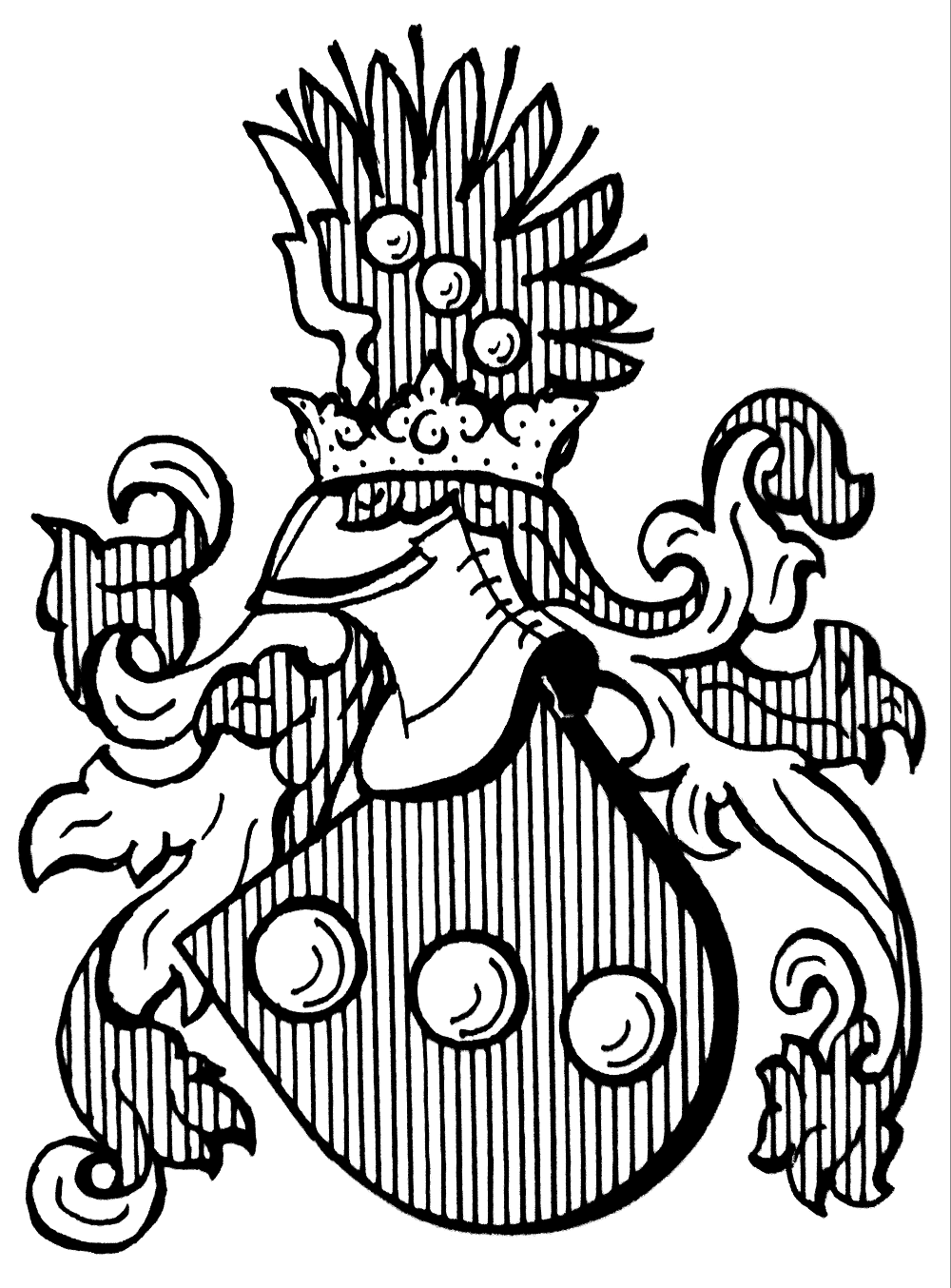
Stammwappen der Henniger von Seeberg
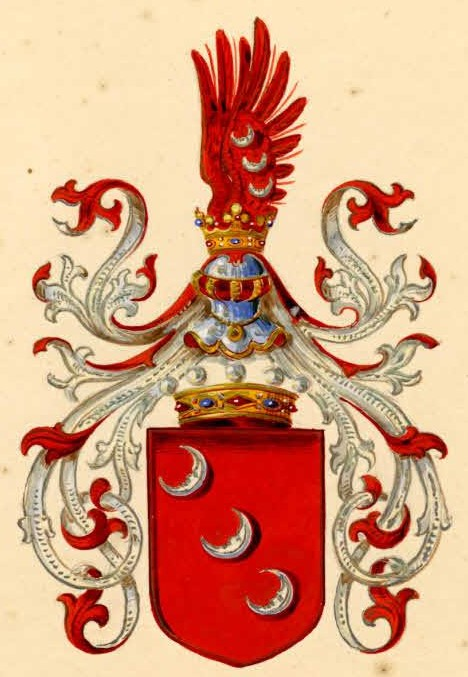
Wappen der Freiherren Henniger von Seeberg (1744)
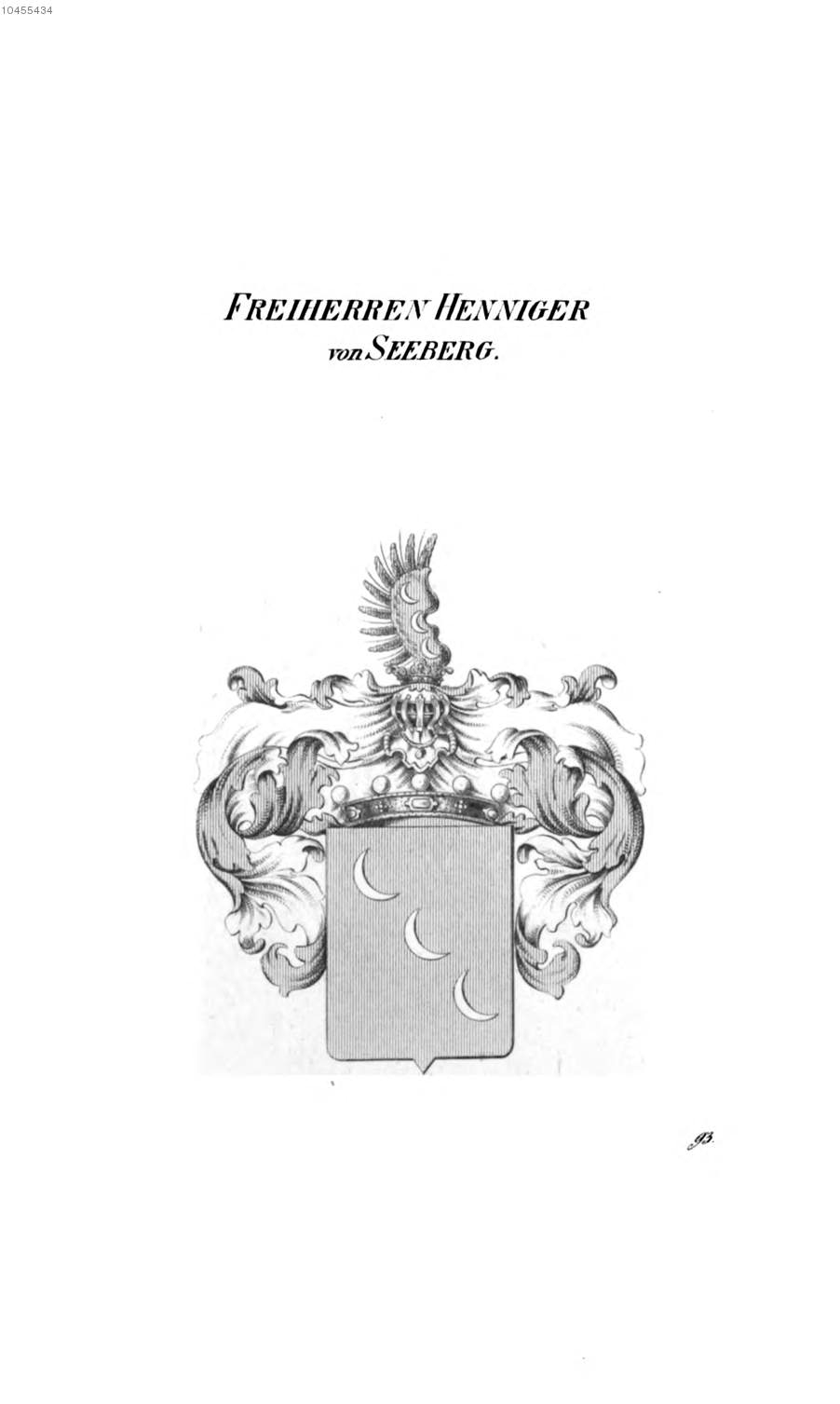
Wappen der Freiherren Henniger von Seeberg bei Konrad Tyroff
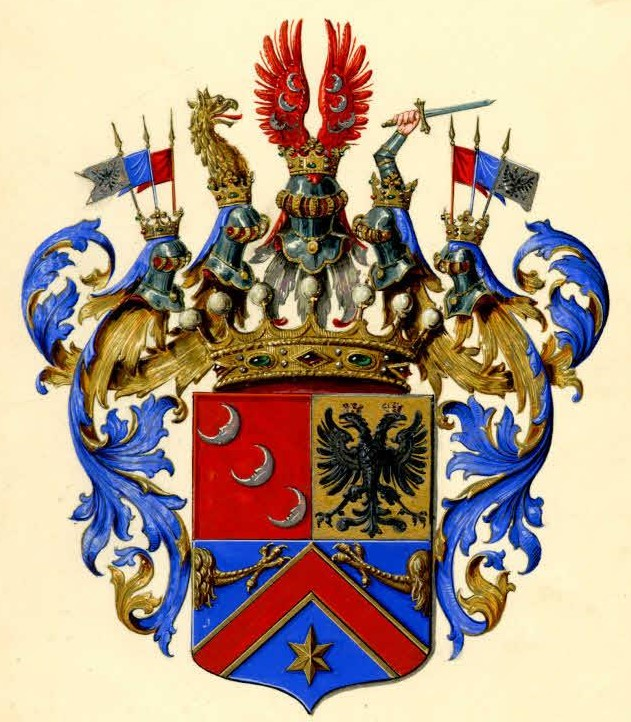
Vermehrtes Wappen der Henniger von Seeberg-Desfours (1874)
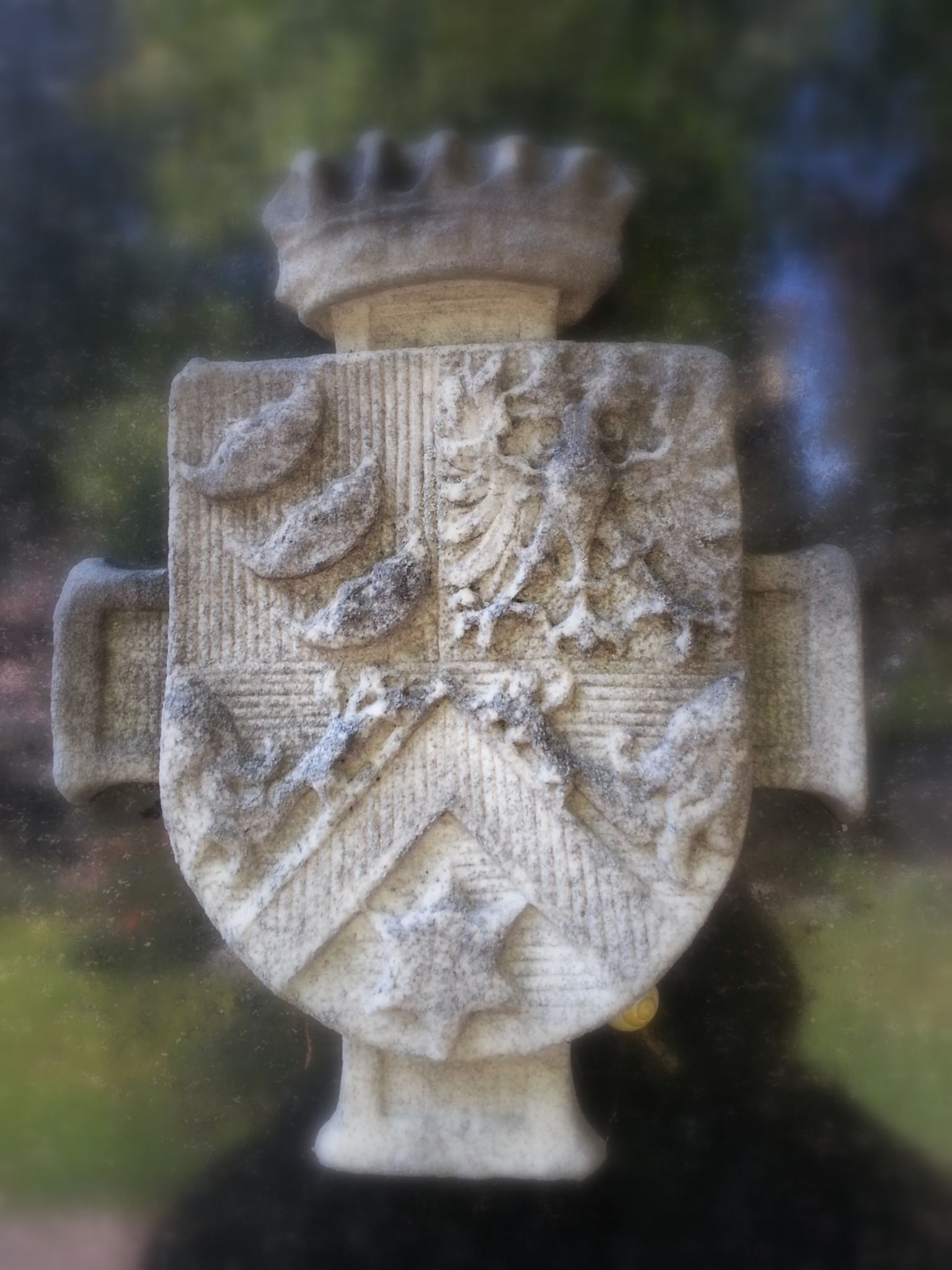
Wappen am Grab von Vinzenz Henniger von Seeberg

## Stammreihe
1. Rupert auf Hortschitz, ⚭ Cäcilie Kotz von Dobrz
2. Adam auf Stienowitz, ⚭ Judith Chlumczansky von Przestawlck und Chlumczan
3. Johann Wenzel, ⚭ Catharina Kokorzowetz von Kokorzowa
4. Adam Franz auf Stienowitz († 1691), Kreishauptmann von Pilsen, ⚭ Maria Salome Przichowsky von Przichowitz
5. Heinrich Anton auf Przichowitz, Hortschiz und Stienowiz († 1724), Kreishauptmann von Pilsen, ⚭ Catharina Rzisnicky von Rzisnitz
6. Johann Wenzel auf Przichowitz und Hortschiz († 1776), seit 1744 Freiherr, ⚭ Maria Elisabeth Freiin Dobrzensky von Dobrezeniz († 1771)
7. Johann Carl auf Mielschiz († 1808), k. k. Kämmerer und Rittmeister, ⚭ Esther Gräfin Török de Szendrö († 1780)
8. Johann Nepomuk Carl auf Erdischowiz († 1850), k. k. Kämmerer, ⚭ Ludovika Freiin Kossorz Malowetz von Malowitz (* 1786)
9. Johann auf Smolotell und Bohistitz (* 1805), k. k. Kämmerer und Leutnant, ⚭ 1836 Ludovika Gräfin Desfours  zu Mont und Athienville[10]

## Persönlichkeiten
- Vinzenz Henniger von Seeberg (1847–1916), Großkapitular des Deutschen Ritterordens, Kammervorsteher des Erzherzogs Eugen von Österreich.